# Sangelsten

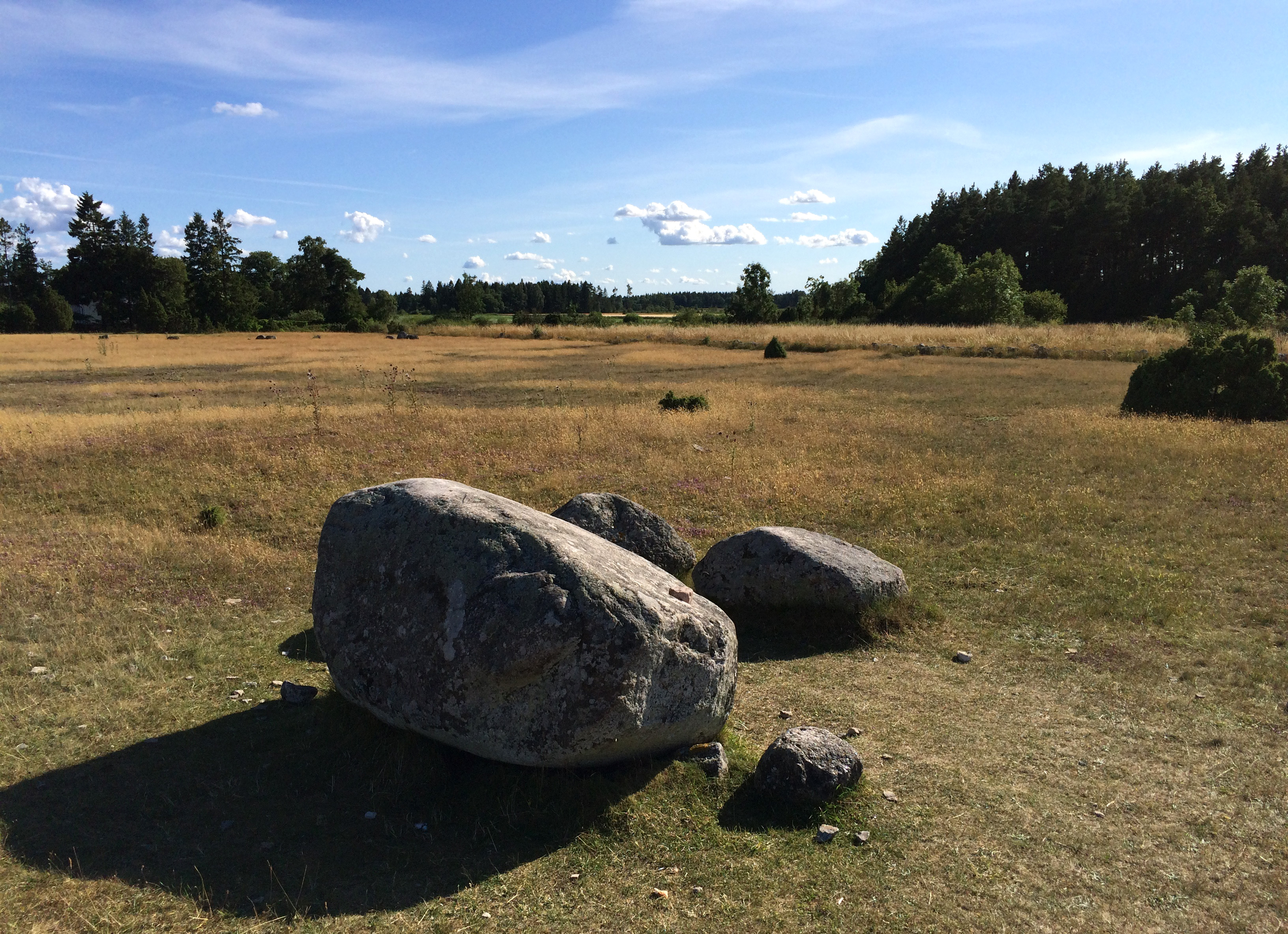
Der Sangelsten

Der Sangelsten (auch Sangelstain) ist ein Schalenstein aus der Bronzezeit, der auf der Lajkarhajd, bei Lärbro auf der schwedischen Insel Gotland liegt. In seine Oberfläche sind 19 Schälchen eingetieft.
Der Sangelstainen (von singen) oder Klangstein ist ein etwa 1,5 m³ großer Findling und wird als Opferstein angesehen. Auf der Laikarhaid (Heide) liegen viele archäologische Stätten, vor allem aus der Bronze- und der frühen Eisenzeit (Gräberfeld von Domarlunden). Das Gebiet scheint vor etwa 3000 Jahren ein wichtiger Platz gewesen zu sein. Der Stein erzeugt, wenn mit Metall auf ihn geschlagen wird, einen Klang; damit ist er Gegenstand vieler Legenden.
Der Gyllenstein von Fole und der Glockenstein auf Fårö befinden sich in der Nähe.

## Legende
Eine Legende besagt, dass die Gruben auf dem Sangelsten entstanden, als der norwegische König Olaf der Heilige 1028 die Inselbewohner auf der Laikarhaid in einer Schlacht besiegte. Olof war auf die Insel gekommen um die Gotländer mit Gewalt zu christianisieren. Die gotländische Armee wurde von dem Bauernführer Dacka angeführt. Als Olof die große Bauernarmee sah, fiel er am Stein auf die Knie und betete um Kraft, um die Gotländer zu besiegen. Seine Knie und Ellenbogen erzeugten die Eindrücke in den Stein. Aber nach der Gutasage erfolgte die Christianisierung Gotlands auf völlig andere Art und Olaf war auch nie auf der Insel.